# Matallana de Torío
Matallana de Torío – gmina w Hiszpanii, w prowincji León, w Kastylii i León, o powierzchni 73,45 km². W 2011 roku gmina liczyła 1403 mieszkańców.